# Al-Dżamil
Al-Dżamil (arab. الجامل) – miejscowość w Syrii, w muhafazie Aleppo. W 2004 roku liczyła 2091 mieszkańców.